# 779-es busz
A 779-es számú elővárosi autóbusz Budapest, Kelenföld vasútállomás és Nyergesújfalu, Gimnázium között közlekedik. A járatot a MÁV Személyszállítási Zrt. üzemelteti.

## Története
2023. június 17-én indult. Elődje a 777-es számú autóbuszjárat volt, amely 2014. október 1-jén indult, és 2023. június 16-áig volt aktív. 2017. április 1-jétől Zsámbékon megáll az Ady Endre utcánál és a Magyar utca 59.-nél is. 2018. június 3-ától Zsámbékon az Etyeki utcában kialakított autóbusz-forduló érintésével közlekedik.

## Megállóhelyei
| 0                             | Budapest, Kelenföld vasútállomás végállomás                         | 23 | 1, 19, 49 8E, 40, 40B, 40E, 53, 58, 87, 87A, 88, 88A, 101B, 101E, 108E, 141, 150, 150B, 153, 154, 172, 173, 187, 188, 188E, 250, 250B, 251, 251A, 251E, 272 689, 691, 710, 712, 715, 720, 722, 724, 725, 727, 732, 734, 735, 736, 760, 762, 763, 767, 770, 774, 775, 778, 798, 799 S10 G10 S12 S30 Z30 S34 S35 S36 S40 G40 Z40 S42 Z42 G43 G44 IC, EC, EN, sebesvonat, gyorsvonat, expresszvonat, |
| ∫                             | Budapest, Kelenföld vasútállomás (Őrmező) (csak leszállás céljából) | 22 | 8E, 40, 40B, 40E, 53, 58, 87, 87A, 88, 88A, 101B, 101E, 108E, 141, 150, 150B, 153, 154, 172, 173, 187, 188, 188E, 250, 250B, 251, 251A, 251E, 272 764 S10 G10 S12 S30 Z30 S34 S35 S36 S40 G40 Z40 S42 Z42 G43 G44 IC, EC, EN, sebesvonat, gyorsvonat, expresszvonat, |
| ∫                             | Budapest, Sasadi út (csak leszállás céljából)                       | 21 | 8E, 40, 40B, 40E, 53, 87, 88, 88A, 108E, 139, 140, 140A, 150, 153, 154, 172, 173, 187, 188, 188E, 240, 272 764 1172, 1173, 1174, 1175, 1176, 1177, 1183, 1184, 1185, 1188, 1190, 1194, 1201, 1205, 1212, 1215, 1216, 1229, 1251, 1253, 1254 |
| Budapest közigazgatási határa |                                                                     |    | |
| 1                             | Zsámbék, autóbusz-forduló                                           | 20 | 770, 774, 775, 778, 783, 784, 785, 786, 787, 788, 789, 791, 795, 798, 799, 8423 1853 |
| 2                             | Zsámbék, Mányi út                                                   | 19 | 770, 774, 775, 784, 785, 786, 787, 8423 |
| 3                             | Zsámbék, Szomori elágazás                                           | 18 | 770, 774, 775, 784, 785, 786, 787, 8423 1853 |
| 4                             | Mány, Felsőörspuszta                                                | 17 | 770, 774, 775, 785, 786, 787, 8423 |
| 5                             | Szomor, Kakukkhegy                                                  | 16 | 770, 774, 775, 785, 786, 787, 8423 |
| 6                             | Szomor, autóbusz-váróterem                                          | 15 | 770, 774, 775, 785, 786, 787, 8422, 8423, 8541 1853 |
| 7                             | Gyermely, Községháza                                                | 14 | 770, 774, 775, 785, 786, 787, 8422, 8423, 8541 1853 |
| 8                             | Gyermely, Tésztagyár                                                | 13 | 774, 787, 8422, 8541 1853 |
| 9                             | Gyermely, Kabláspuszta                                              | 12 | 774, 787, 8422, 8541 |
| 10                            | Bajna, Juhhodály                                                    | 11 | 774, 787, 8422, 8541 |
| 11                            | Bajna, Csapási híd                                                  | 10 | 774, 787, 8422, 8541 |
| 12                            | Bajna, Híd                                                          | 9  | 774, 787, 8422, 8541 |
| 13                            | Bajna, faluközpont                                                  | 8  | 774, 787, 801, 8419, 8421, 8422, 8525, 8541, 8546 1853 |
| 14                            | Bajna, Újtelep                                                      | 7  | 774, 787, 8419, 8421, 8422, 8525, 8541, 8546 |
| 15                            | Bajót, autóbusz-forduló                                             | 6  | 8540, 8546 |
| 16                            | Bajót, Dobozi utca                                                  | 5  | 8540, 8546 |
| 17                            | Bajót, Posta bejárati út                                            | 4  | 8540, 8546 |
| 18                            | Bajót, Faluszéle                                                    | 3  | 8540, 8546 |
| 19                            | Nyergesújfalu, Temető                                               | 2  | 8540, 8546 |
| 20                            | Nyergesújfalu, bajóti elágazás                                      | 1  | 812, 815, 8401, 8539, 8540, 8543, 8544, 8546, 8547, 8549 S150 |
| 21                            | Nyergesújfalu, Gimnázium végállomás                                 | 0  | 812, 815, 8401, 8539, 8540, 8543, 8544, 8547, 8549 |